# Ebensburg
Ebensburg är administrativ huvudort i Cambria County i delstaten Pennsylvania. Ortnamnet hedrar Eben Lloyd som avled i barndomen. Enligt 2010 års folkräkning hade Ebensburg 3 351 invånare.